# Leopoldo Santiago Lavandero
Leopoldo Santiago Lavandero (Guayama, 21 de septiembre de 1912-North Port, 30 de marzo de 2003) fue un narrador y director de radio, dramaturgo, productor teatral y profesor de actuación puertorriqueño. Se considera que Santiago Lavandero jugó un papel decisivo en el descubrimiento de algunas de las leyendas de la actuación más famosas de Puerto Rico, como Adrián García, Luz María Rondón y Luis Daniel Rivera.

## Primeros años de vida
Nacido en la ciudad de Guayama, en el sur de Puerto Rico, cuando era niño se mudó a Bayamón, en el norte del país caribeño.
En 1935, a los 23 años, se graduó de la Universidad de Puerto Rico, con grados en ciencias y química. En 1936, viajó a Estados Unidos, donde se inscribió en la «Nueva Escuela de Teatro» de Laser Galpern de la Universidad de Yale. También estudió folklore con Federico de Onís y técnicas de enseñanza teatral con Milton Smith. Actuó en la compañía de teatro del actor argentino Enrique de Rosas y complementó sus ingresos como profesor de actuación en un campamento de verano para niños en Nuevo Hampshire.

## Carrera teatral y docente
Regresó a Puerto Rico a principios de la década de 1940, donde comenzó a organizar una serie de obras de teatro, como He vuelto a buscarla, Tiempo muerto, La escuela del buen amor y muchas otras obras. Estas obras fueron producidas por Santiago Lavandero y por Emilio Belaval bajo su compañía de teatro, llamada «Areyto».
En 1941, se convirtió en profesor de actuación en la Universidad de Puerto Rico, organizando finalmente el departamento de teatro de esa institución educativa. Fue también escenógrafo y diseñador, encargado de preparar la escenografía para las obras de la universidad. Una de sus antiguas alumnas en esa época fue Victoria Espinosa.
Luego se convirtió en director de varios programas dramáticos que se transmitían en WKAQ (AM), una de las principales estaciones de radio de Puerto Rico.
Mientras tanto, comenzó a viajar por la isla para descubrir nuevos talentos para sus espectáculos. Como desarrollador de talentos, él, junto con Francisco Arriví, descubrió al comediante Adrián García durante un viaje al oeste de Puerto Rico. También jugó un papel decisivo en la carrera de una de sus alumnas, Luz María Rondón y de Luis Daniel Rivera.
Algunos de los programas radiales que dirigió en la radio fueron patrocinados por la empresa de bienes de consumo Colgate-Palmolive. En esa época también realizaba beneficios para los soldados que servían en la Segunda Guerra Mundial.
Durante el año 1960, comenzó a involucrarse en la organización de obras de teatro dirigidas al público infantil, cuando formó parte de un grupo de personas que crearon el programa de «Teatro Escolar» del Departamento de Educación de Puerto Rico. Luego ayudó a crear «Teatro Rodante», un programa de teatro en movimiento que llevó obras por todo Puerto Rico.

## Vida personal y muerte
Se retiró en 1977 y se trasladó a Estados Unidos, residiendo en Florida hasta que falleció en North Pont el 30 de marzo de 2003, tras sufrir de la enfermedad de Alzheimer.